# Bob Rooyens
Bob Rooyens (Rotterdam, 17 maart 1940) is een Nederlands programmamaker, televisieregisseur, producent en musicus die ook in Duitsland grote bekendheid geniet. 

## Biografie

### Jeugd en opleiding
Op jonge leeftijd is Rooyens al creatief bezig. Hij begon als mondharmonicaspeler, componist en leider van The Loyal Trio. In 1958 vertrekt hij naar Parijs om aan de Franse Filmacademie te gaan studeren. Hij leert tijdens zijn stage periode bij Jean Letarte de aspecten van het filmvak. Tijdens zijn stage was hij niet alleen bezig met regisseren.  Hij is ook in Frankrijk als zanger te zien bij Lucienne Boyer. Na zijn terugkeren in Nederland vervulde hij zijn militaire dienst en werkte toen een tijdje voor de radio onder de naam Serge van Wijngaarden. In diezelfde tijd leerde hij bij de AVRO Jef de Groot kennen.

### Televisiewerk
Hij begon zijn carrière als televisieregisseur met het programma Club Domino, in 1962. Daarna ontwikkelde en regisseerde hij een breed scala aan programma's, van documentaires en muziekprogramma's tot populaire spelshows. Enkele voorbeelden zijn Moef Ga Ga, Voor de vuist weg, Citroentje met suiker, de Liesbeth-List-Show, 'T is in de maand van mei, ja ja, Wedden dat..?, Kinderen voor Kinderen, Love Letters, Mini-playbackshow en Doet-ie 't of doet-ie 't niet. Hij werd door de Duitse televisiezender ZDF gevraagd voor een muziekprogramma specials te maken met artiesten als David Bowie en Jimi Hendrix.
Zijn programma's werden in binnen- en buitenland bekroond met vele prijzen en eervolle vermeldingen. Tijdens de uitreiking van de Gouden Beelden in 2004 ontving Rooyens de Carrière-award voor zijn gehele oeuvre.